# Chysis aurea
Chysis aurea Lindl., 1837 è una pianta della famiglia delle Orchidacee endemica del Venezuela.

## Descrizione
C. aurea è una pianta epifita (cresce su tronchi e rami di alberi), occasionalmente terricola, che presenta pseudobulbi addensati, fusiformi o a forma di clava, con molti nodi, portanti, nelle parti apicali, foglie distiche, oblungo-lanceolate, acuminate, membranose.  Fiorisce in estate con un'infiorescenza a racemo robusta, da arcuata a pendula, lunga circa 30 centimetri, portante fino a 12 fiori. Questi sono grandi fino a 7,5 centimetri, cerosi,  profumati, di lunga durata, con petali e sepali bianchi tendenti al rosso porpora e labello rosso variegato di giallo.

## Distribuzione e habitat
Questa specie è endemica del Venezuela.
Cresce come epifita della foresta pluviale, in zone a densa ombra, ad altitudini comprese tra 700 e 1700 metri..

## Coltivazione
Le piante appartenenti a questa specie sono meglio coltivate in vaso, in terreno di media consistenza, ben drenato e richiedono una posizione a mezz'ombra, temendo la luce diretta del sole e temperature calde. Nel periodo vegetativo devono essere annaffiate frequentemente..